# Jordan Radičkov
Jordan Dimitrov Radičkov (Йордан Димитров Радичков, 24. října 1929 Kalimanica – 21. ledna 2004 Sofie) byl bulharský spisovatel. Používal také pseudonym Gligor Gligorov.
Byl venkovanem z Montanské oblasti, vystudoval střední školu v Berkovici. Časopisecky publikoval od roku 1949, první kniha mu vyšla v roce 1959. Pracoval jako novinář a televizní scenárista, v letech 1986 až 1989 byl místopředsedou Svazu bulharských spisovatelů. Byl zakladatelem Společnosti bulharsko–švédského přátelství. V roce 2001 byl zvolen poslancem bulharského parlamentu, ale krátce nato složil mandát.
Radičkov bývá řazen k představitelům magického realismu na Balkáně. Ve svých experimentálních textech nerespektoval hranice mezi jazykovými styly ani pravidla výstavby dramatu, jeho tvorba se vyznačovala tragikomickým a absurdním laděním, využívala kontrastů mezi vysokým a nízkým stylem, mezi městem a venkovem, mezi modernitou a tradicí. Je autorem divadelních her Sníh se smál, až padal, Pokus o létání, Lazařina a Košíky, povídkových sbírek Střelný slabikář, Horké poledne, Něžná spirála a Vzpomínky na koně a dětské knihy My, vrabčáci. Jeho dílo bylo přeloženo do více než třiceti jazyků.
Obdržel Premio Grinzane Cavour a Řád Stara planina, dvakrát byl nominován na Nobelovu cenu za literaturu. Byla po něm pojmenována hora na Livingstonově ostrově.